# Shanghai Symphony Orchestra

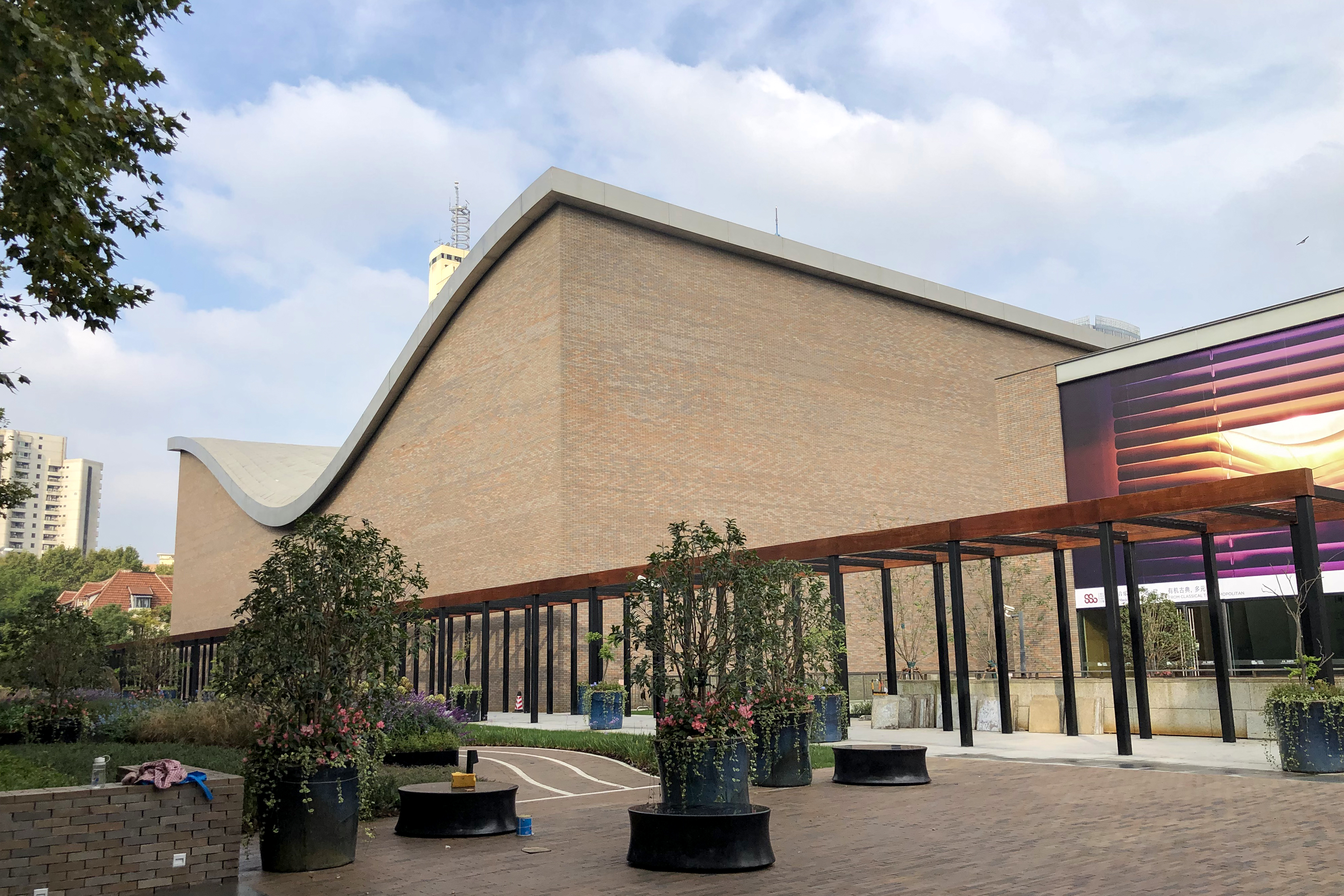
Shanghai Symphony Hall

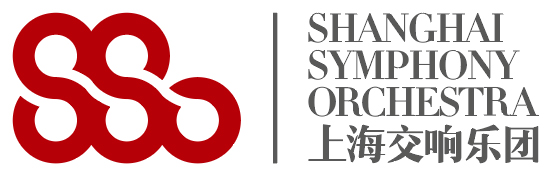
Das neue Logo des Shanghai Symphony Orchestra

Das Shanghai Symphony Orchestra (Chinesisch: 上海交响乐团) ist das älteste Sinfonie-Orchester Asiens und eines der einflussreichsten professionellen Musikensembles in China.

## Geschichte
Der Vorgänger des Shanghai Symphony Orchestra, die Shanghai Public Band, wurde 1879 als öffentliches Orchester  gegründet. 1922 folgte die Umbenennung in Shanghai Municipal Orchestra, Kurzform SMO. Im Jahr 1919 übernahm der italienische Pianist Mario Paci die Leitung. Er spielte während seiner 23 Jahre als Dirigent eine breitere Palette von Stücken und trat mit berühmten Musikern in Europa und anderen Teilen der Welt auf.
Nach der Gründung der Volksrepublik China wurde das Orchester mehrfach umbenannt und 1956 formell zum Shanghai Symphony Orchestra ernannt.
Die Shanghai Symphony Orchestra Concert Hall befindet sich in der Fuxing Middle Road Nr. 1380 im Bezirk Xuhui und wurde im September 2014 mit dem offiziellen Spitznamen „Wonton Skin“ eröffnet.

## Chinesische Erstaufführung von Beethovens 9. Sinfonie

Programmheft zur chinesischen Erstaufführung von Beethovens 9. Sinfonie

Zu den Höhepunkten in der Geschichte des Orchesters gehört die chinesische Erstaufführung von Beethovens Sinfonie Nr. 9 d-Moll op. 125 mit Schillers Ode an die Freude. Ausschnitte – ohne das Chorfinale – erklangen erstmals im März 1927 in einem Konzert zum 100. Todestag Beethovens. Die erste vollständige Aufführung folgte am 14. April 1936 im Grand Theatre in Shanghai. Die Gesangssolisten waren H. Sand (Sopran), M. Krilova (Alt), Alexander Slobodskoy (Tenor) und Vladimir Shushlin (Bass). Die 150 Sängerinnen und Sänger des Chores kamen laut Programmheft aus fünf lokalen Vereinen und Institutionen: The Shanghai Choral Society, The Shanghai Songsters, The National Conservatory of Music, German Community Choral Group und Russian Choral Society. Die Aufführung fand wahrscheinlich in englischer Sprache statt.

## Leitung
Derzeitiger Musikdirektor des Orchesters ist Yu Long, der erste chinesische Dirigent, der in die Vereinigten Staaten als Leiter eines der fünf großen Sinfonieorchester eingeladen wurde, des Philadelphia Orchestra.